# Pendik
Pendik [pendɪk] ist ein Stadtbezirk auf der asiatischen Seite Istanbuls und gleichzeitig Landkreis und Gemeinde der Provinz Istanbul. Pendik liegt zwischen den Stadtteilen Kartal und Tuzla und besitzt im Süden einen 7,5 km langen Küstenstreifen am Marmarameer.
Pendik hat sich in den letzten 60 Jahren von einem kleinen Fischerdorf und einer ländlichen Region zu einem der am schnellsten wachsenden Außenbezirke Istanbuls entwickelt. Lebten in den 1950er Jahren noch weniger als 10.000 Menschen im Landkreis, so kam es zunächst durch Zuwanderung und später durch die Eröffnung einer Werft (türkisch Pendik Tersanesi) in den 1980er Jahren zu einer regelrechten Bevölkerungsexplosion. Pendik hat 726.481 Einwohner (Stand Ende 2020). Die türkische Marine betreibt hier einen Stützpunkt.
Durch die Industrialisierung des Ortes und der Region verloren der vormals dominierende Fischfang und die Landwirtschaft an Bedeutung. 2008 gab es etwa 6000 gewerbliche Betriebe in Pendik, davon etwa zu einem Drittel Produktionsbetriebe. Im Rahmen des Entwicklungsprojektes „Industriepark der fortgeschrittenen Technologie“ wurde 2001 in Pendik der zweite internationale Flughafen Istanbuls, der Flughafen Istanbul-Sabiha Gökçen, eröffnet.

## Geographie

### Geographische Lage

Lage des Landkreises Pendik in der Provinz İstanbul

Pendik liegt an der östlichen Küste von Istanbul und befindet sich in der Marmararegion. Im Südosten grenzt es an Tuzla, im Osten an Gebze, im Norden an Şile und Çekmeköy und im Westen an Kartal, Sancaktepe und Sultanbeyli. Das Marmarameer bildet im Süden eine 7,5 km lange natürliche Grenze.
Pendik befindet sich nördlich der Nordanatolischen Verwerfung, die sich bis zum Marmarameer erstreckt. Durch die Transformstörung kam es zwischen 1711 und 1894 zu 66 größeren Erdbeben. Das letzte große ereignete sich 1999 in İzmit und forderte 17.480 Menschenleben (davon 981 aus Istanbul).

#### Ömerli-Stausee

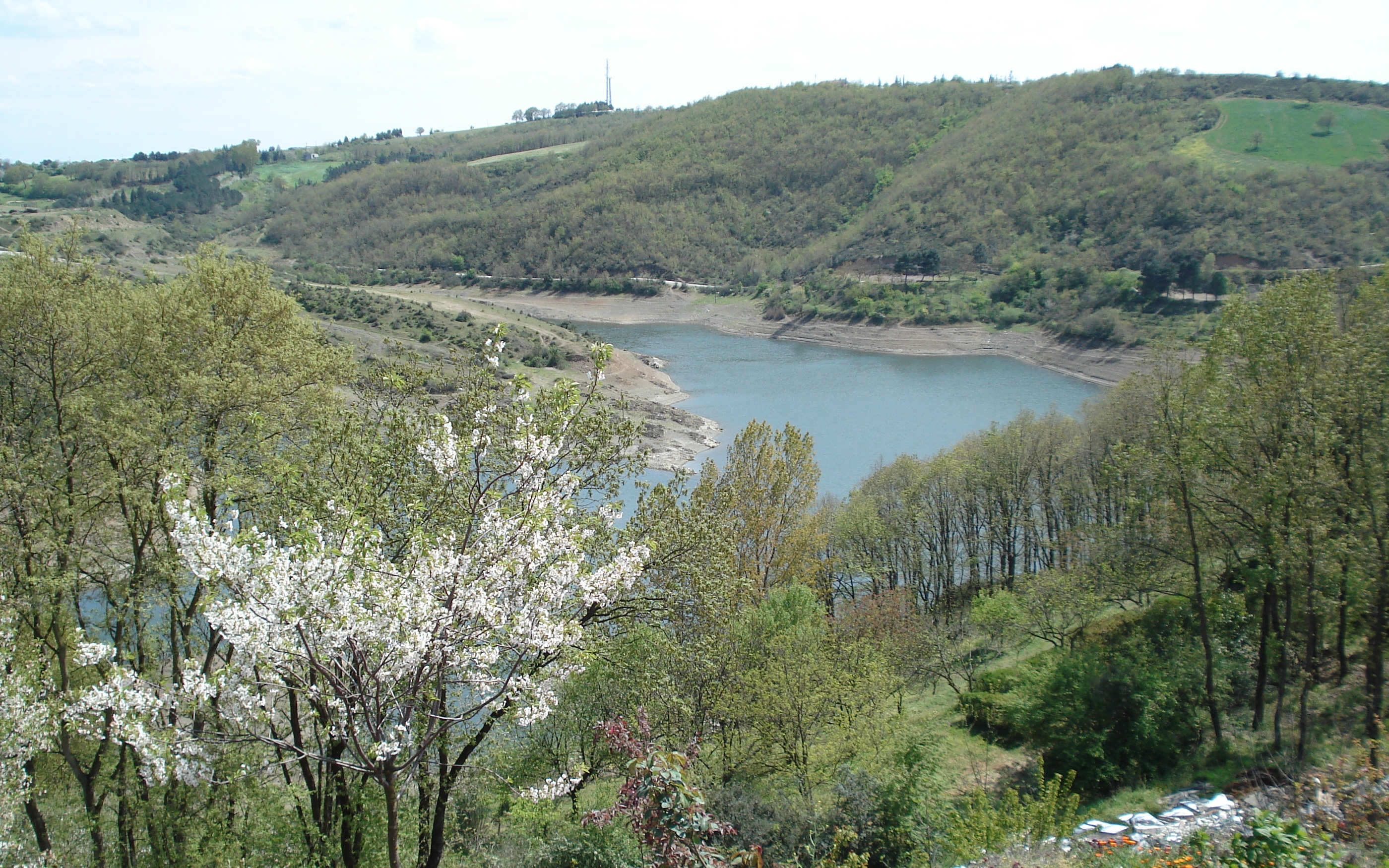
„Ömerli Barajı“

An den Norden Pendiks grenzt einer der fünf Stauseen Istanbuls, der Ömerli Barajı, der vom Riva, einem der größten Flüsse in Istanbul, gespeist wird. Er liegt 52 Meter über dem Meeresspiegel, hat eine Fläche von 23,10 km² und ein Volumen von 386,50 hm³. Er umfasst ein Einzugsgebiet von 621 km². Die Talsperre wurde zwischen 1968 und 1973 errichtet, um die Trinkwasserversorgung der Region zu stabilisieren und 48 % (180 hm³) des Trinkwassers kommt aus diesem Stausee.

#### Pavli-Bucht

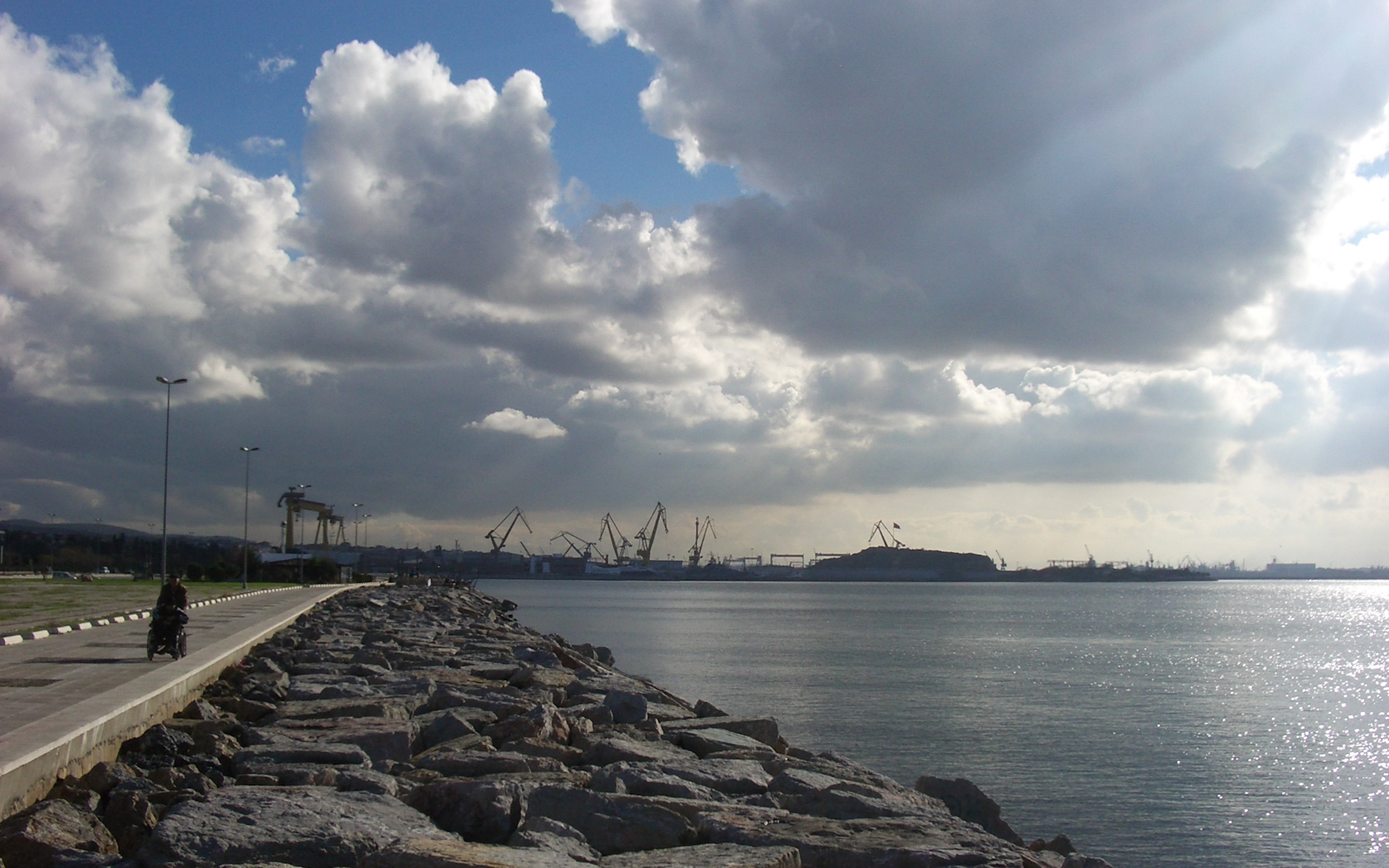
„Pavli Burnu“

Die Pavli-Bucht wird durch die Pavli-Halbinsel (türk. Pavli Adası) und Pavli-Landzunge (türk. Pavli Burnu) gebildet. Bei der Pavli-Halbinsel handelte es sich ursprünglich um eine kleine Insel, die jedoch durch einen etwa 250 m langen Wellenbrecher, der gleichzeitig als Straße verwendet wird, mit dem Festland verbunden wurde. Die Insel war in byzantinischer Zeit ein beliebter Ort im Sommer und trug den Namen Mavronisi.
Die Pavli-Landzunge befindet sich etwa 500 m südöstlich der Halbinsel. Der ursprüngliche Name der Landzunge lautet Paulo Petriocene. Dort befanden sich eine Kirche und ein Kloster, das zu Ehren der Apostel Petrus und Paulus errichtet wurde. Die Landzunge wurde um einen etwa 650 m langen Wellenbrecher erweitert, der die dort liegende Werft vor Wellen aus südlicher Richtung schützen soll. Die Öffnung der so entstandenen Bucht ins offene Meer ist etwa 260 m breit.

### Gliederung
(Bis) Ende 2012 bestand der Landkreis aus der Kreisstadt und fünf Dörfern (Köy), die während der Verwaltungsreform 2013/2014 in Mahalle (Stadtviertel/Ortsteile) überführt wurden. Die 31 bestehenden Mahalle der Kreisstadt blieben erhalten und dadurch stieg die Anzahl der Mahalle auf 36. Ihnen steht ein Muhtar als oberster Beamter vor.
Ende 2020 lebten im Durchschnitt 20.180 Einwohner in jedem Mahalle, die bevölkerungsstärksten sind Kavakpınar Mah. (63.274) und Yenişehir Mah. (62.447). Drei Mahalle haben unter 1.000 Einwohner.

### Klima
Pendik befindet sich am Rande der gemäßigten Zone und der subtropischen Zone und weist ein Übergangsklima zwischen dem Seeklima und dem Mittelmeerklima auf. Die Jahresmitteltemperatur beträgt 14,2 °C und die durchschnittliche Jahresniederschlagsmenge 690,7 mm.
Der wärmste Monat ist der Juli mit 23,5 °C im Mittel, der kälteste der Januar mit durchschnittlich 5,8 °C. Der meiste Niederschlag fällt im Monat Dezember mit 114,2 mm im Mittel, der wenigste im Juli mit durchschnittlich 22,0 mm.
In Pendik herrscht das ganze Jahr über der Nordostwind Poyraz und in geringerem Maße der Südwestwind Lodos vor. Der Poyraz bringt kalte und trockene Luft. Der Lodos bringt dagegen warme und feuchte Luft, mit heftigen Sturmböen und Regenfällen. Das Wort „Lodos“ kommt aus dem Türkischen und ist an das Griechische Wort „Notus“ angelehnt, was ursprünglich „Südwind“ bedeutet.
Im langjährigen Mittel gibt es jährlich nur 15,8 Schneefalltage, 9,3 Schneedeckentage und nur 12,7 Nebeltage. Die tiefste bisher festgestellte Temperatur betrug −13,9 °C und stammt vom 17. Januar 1963. Der Hitzerekord beträgt 40,5 °C und wurde am 11. August 1970 gemessen.
|                        | Jan  | Feb  | Mär  | Apr  | Mai  | Jun  | Jul  | Aug  | Sep  | Okt  | Nov  | Dez   |   |       |
| Mittl. Temperatur (°C) | 5,8  | 6,0  | 7,4  | 11,8 | 16,5 | 21,2 | 23,5 | 23,3 | 19,8 | 15,5 | 11,4 | 8,0   | ⌀ | 14,2  |
| Mittl. Tagesmax. (°C)  | 8,8  | 9,4  | 11,3 | 16,4 | 21,3 | 26,1 | 28,5 | 28,4 | 24,9 | 20,0 | 15,2 | 11,0  | ⌀ | 18,5  |
| Mittl. Tagesmin. (°C)  | 3,2  | 3,2  | 4,3  | 8,0  | 12,1 | 16,4 | 18,9 | 19,0 | 15,6 | 12,1 | 8,4  | 5,3   | ⌀ | 10,6  |
|                        |      |      |      |      |      |      |      |      |      |      |      |       |   |       |
| Niederschlag (mm)      | 89,2 | 68,0 | 64,4 | 49,1 | 33,6 | 24,6 | 22,0 | 28,1 | 42,6 | 67,0 | 87,9 | 114,2 | Σ | 690,7 |

| 3,2 |

| 3,2 |

| 4,3 |

| 8,0 |

| 12,1 |

| 16,4 |

| 18,9 |

| 19,0 |

| 15,6 |

| 12,1 |

| 8,4 |

| 5,3 |

| 3,2 |

| 3,2 |

| 4,3 |

| 8,0 |

| 12,1 |

| 16,4 |

| 18,9 |

| 19,0 |

| 15,6 |

| 12,1 |

| 8,4 |

| 5,3 |

## Geschichte

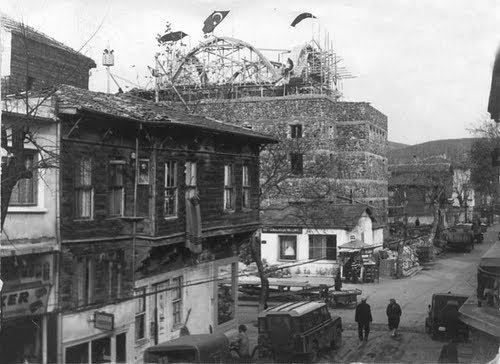
Wohnhäuser, 1960

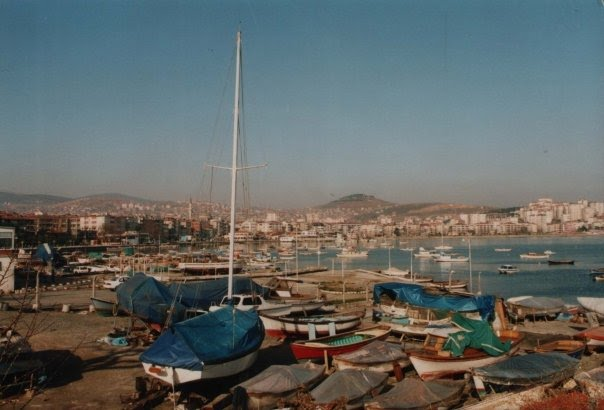
Küste, 1981

### Entwicklung des Namens
Bei dem türkischen Ortsnamen Pendik handelt es sich um eine Deformation des griechischen Ortsnamens Panteichion.

### Neolithikum und Bronzezeit
Frühe Funde (beispielsweise aus Temenye Höyük) deuten auf eine Besiedlung der Region im Epipaläolithikum hin. In Fikirtepe bei Kadıköy konnten Grabungen die Anwesenheit von Fischern und Jägern anhand ihrer ovalen und rechteckigen Häuser aus Lehmgeflecht belegen. Die Stätte gab der Fikirtepe-Kultur den Namen, der neben dem Hauptfundort auch Pendik, Ihpinar (bei İznik) und Mentese angehören. Die spätneolithische Keramik von Fikirtepe fand westwärts bis nach Thessalien Verbreitung.

### Bithynien und Römisches Reich
Nach Herodot wanderten die Thyni und Bithyni, zwei thrakische Stämme, in das Gebiet ein, das später das Königreich Bithynien bildete, zu dem Pendik gehörte. Im 6. Jahrhundert v. Chr. fiel ihr Reich an Lydien, doch dessen König Krösus unterlag 546 v. Chr. den Persern. Damit wurde das Gebiet Teil der Satrapie Phrygien. Als Alexander der Große das Perserreich eroberte, gelang es den Bithyniern, ihre Unabhängigkeit zu bewahren, 297 v. Chr. wurde es ein Königreich. 264 v. Chr. entstand die Hauptstadt Nikomedia. Der letzte bithynische König Nikomedes IV. vermachte sein Reich im Jahr 74 v. Chr. den Römern. Danach teilte der Ort das politische Schicksal des römischen wie des byzantinischen Reiches. In Panteichion wurden mehrfach Hinrichtungen durchgeführt, so im Jahr 399 die des Eutropius, des Konsuls und Beraters des oströmischen Kaisers Arcadius oder die des Hunnen Tarrach. Der Feldherr Kaiser Justinians I., Belisar, besaß in Pendik eine Villa oder zumindest Land, wie Prokop berichtet.

### Byzanz und das Osmanische Reich
Im Jahr 1079 eroberten die Seldschuken die Stadt, ehe sie um 1086 vom Byzantinischen Reich zurückerobert wurde. Unter byzantinischer Herrschaft führte die Stadt den Namen Pantikion bzw. Pentikion. Von 1306 bis in die 1320er Jahre gab es immer wieder Schlachten zwischen Byzanz und dem Osmanischen Reich um die Region. Um 1328 eroberte das Osmanische Reich unter Orhan Gazi mit Einnahme der Burg von Aydos und des Palasts von Damatrys die Stadt wieder zurück. Etwa 4,5 km östlich des Stadtzentrums liegt die nach dem Eroberer und osmanischen Herrscher benannte Gemeinde Orhangazi.
Zur osmanischen Zeit war Pendik ein zu Gebze gehörendes Dorf, später eine Gemeinde von Üsküdar und Sandschak von Kartal.
Seither war Pendik ein kleines Fischerdorf. In Pendik gab es drei große Feuer zwischen 1878 und 1889. Das folgenschwerste ereignete sich im Jahr 1889, das Schätzungen zufolge etwa 1.200 Haushalte und Läden zerstörte. Die Stadt wurde daraufhin auf Wunsch des Stadtrats nach Plänen von Pariser Architekten und Ingenieuren neu errichtet.

### Türkische Republik

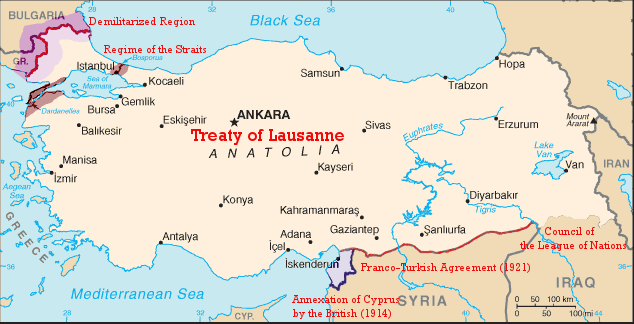
Grenzen der Türkei nach dem Vertrag von Lausanne

Am 30. Januar 1923 wurde im Vertrag von Lausanne zwischen Griechenland und der Türkei ein Bevölkerungsaustausch vereinbart. Auf Grund dieser Konvention wurde die in Kleinasien ansässige griechisch-orthodoxe Bevölkerung nach Griechenland ausgewiesen, die muslimische Bevölkerung Griechenlands musste in die Türkei auswandern. Dadurch wurde Pendik von einem griechischen zu einem türkischen Ort.
Am 4. Juli 1987 wurde im türkischen Amtsblatt Nr. 19507 verkündet, dass Pendik zum 11. August 1988 von Kartal abgetrennt und ein eigenständiger Landkreis wird. Durch das Gesetz Nr. 3806 wurde im Jahr 1992 der südlicher gelegene neue Landkreis Tuzla gebildet, Pendik verlor dabei etwa 40 % seines Territoriums.

## Einwohnerentwicklung

### Demographische Veränderungen

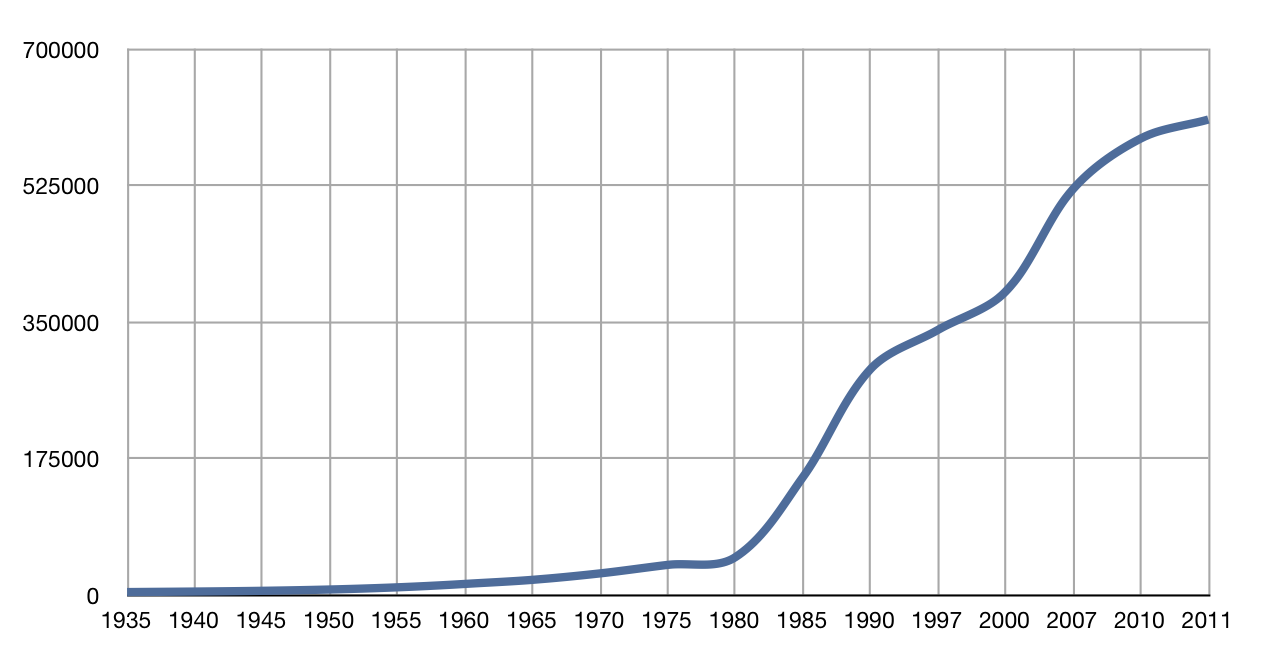
Einwohnerentwicklung (1935–2011)

Bis 1923 bestand die Bevölkerung von Pendik fast ausschließlich aus Griechen. Nach dem Vertrag von Lausanne waren diese 1923/24 gezwungen, Pendik zu verlassen.
Die griechische Bevölkerung, die Pendik verließ, gründete in der Nähe von Thessaloniki eine gleichnamige Siedlung. Im Zuge des Bevölkerungsaustausches kamen hauptsächlich Bewohner aus Drama und Ioannina nach Pendik. Ab 1923 siedelten viele Menschen aus Anatolien nach Pendik über. In den 1950er Jahren war ein rasches Bevölkerungswachstum zu verzeichnen. Aus Ostmakedonien und Thrakien, Epirus sowie Bosnien und Herzegowina gab es viele Zuwanderer. Zwischen 1960 und 1970 wurde daraufhin der Bahnhof Pendik errichtet. In den 1980er Jahren gab es eine Bevölkerungsexplosion, die auf die Eröffnung der Werft in Pendik (türk. Pendik Tersanesi) im Juli 1982 zurückzuführen ist. Im Jahr 2011 lebten in Pendik 609.535 Menschen, von denen 300.016 Frauen und 309.519 Männer waren. Davon leben 3.628 Menschen in Dörfern.

### Dokumentierte Einwohnerangaben
Die linke Tabelle zeigt die Ergebnisse der Volkszählungen für das Dorf bzw. die Gemeinde Pendik im Kreis Kartal, die E-Books der Originaldokumente entnommen wurden. Diese können nach Suchdateneingabe von der Bibliotheksseite des TÜIK heruntergeladen werden.
Die rechte Tabelle zeigt die Bevölkerungsfortschreibung des Kreises/Stadtbezirks Pendik und den prozentuellen Anteil der Dörfer bis zur Verwaltungsreform von 2013, bei der alle Dörfer in Mahalle umgewandelt wurden. Die Daten wurden durch Abfrage über das MEDAS-System des Türkischen Statistikinstituts TÜIK nach Auswahl des Jahres und der Region ermittelt.

| Volkszählung |         |
| 1935         | 3.514   |
| 1940         | 4.172   |
| 1945         | 5.980   |
| 1950         | 7.910   |
| 1955         | 8.673   |
| 1960         | 13.963  |
| 1965         | 19.216  |
| 1970         | 27.494  |
| 1975         | 38.384  |
| 1980         | 48.219  |
| 1985         | 150.850 |

| Jahr                       | Kreis   | Stadt Şehir | ländl. Anteil (%)   |
| -------------------------- | ------- | ----------- | ------------------- |
| Volkszählung               |         |             |                     |
| 1990                       | 295.651 | 289.380     | 2,12                |
| 2000                       | 389.657 | 384.668     | 1,28                |
| Bevölkerungsfortschreibung |         |             |                     |
| 2007                       | 520.486 | 517.624     | 0,55                |
| 2008                       | 541.619 | 538.065     | 0,66                |
| 2009                       | 562.122 | 558.485     | 0,65                |
| 2010                       | 585.196 | 581.633     | 0,61                |
| 2011                       | 609.535 | 605.907     | 0,60                |
| 2012                       | 625.797 | 622.200     | 0,57                |
| 2013                       | 646.375 | 646.375     | alle Dörfer eingem. |
| 2014                       | 663.569 | 663.569     | alle Dörfer eingem. |
| 2015                       | 681.736 | 681.736     | alle Dörfer eingem. |
| 2016                       | 691.681 | 691.681     | alle Dörfer eingem. |
| 2017                       | 698.260 | 698.260     | alle Dörfer eingem. |
| 2018                       | 693.599 | 693.599     | alle Dörfer eingem. |
| 2019                       | 711.894 | 711.894     | alle Dörfer eingem. |
| 2020                       | 726.481 | 726.481     | alle Dörfer eingem. |

### Altersstruktur
| Männer | Alterstufe     | Frauen |
| ------ | -------------- | ------ |
| 0,1    | 90 und darüber | 0,3    |
| 1,2    | 75-89          | 2,0    |
| 4,6    | 60-74          | 5,4    |
| 13,9   | 45-59          | 13,5   |
| 25,8   | 30-44          | 24,5   |
| 27,1   | 15-29          | 28,2   |
| 27,2   | 0-14           | 26,0   |

Die folgende Übersicht zeigt die Altersstruktur von Pendik im Jahr 2007.
| Alter von / bis | Männer  | Anteil in % | Frauen  | Anteil in % |
| --------------- | ------- | ----------- | ------- | ----------- |
| 0 – 14          | 71.473  | 27,2        | 67.065  | 26,0        |
| 15 – 29         | 71.236  | 27,1        | 72.548  | 28,2        |
| 30 – 44         | 67.933  | 25,8        | 63.065  | 24,5        |
| 45 – 59         | 36.630  | 13,9        | 34.684  | 13,5        |
| 60 – 74         | 12.209  | 4,6         | 14.036  | 5,4         |
| 75 – 89         | 3.083   | 1,2         | 5.248   | 2,0         |
| 90 et plus      | 295     | 0,1         | 681     | 0,3         |
| Gesamt          | 262.859 | 100,0       | 257.627 | 100,0       |

## Politik

### Stadtregierung
Bei der Kommunalwahl 2019 wurde Ahmet Cin von der AKP mit etwa 55 % der Stimmen zum Bürgermeister gewählt, Mehmet Salih Usta von der CHP wurde mit ca. 42 % zweiter. Bei der gleichzeitig stattfindenden Wahl zum Bezirksrat bekam die AKP ebenfalls etwa 55 % der Stimmen.

### Städtepartnerschaften
Pendik unterhält mit folgenden Städten eine Städtepartnerschaft:
- Novi Pazar, Serbien (2010)[35]
- Chingeltei, Mongolei (2010)[36]
- Kispest, Ungarn (2010)[37]
- Manchester, Vereinigte Staaten (2012)[38][39]

## Kultur und Sehenswürdigkeiten

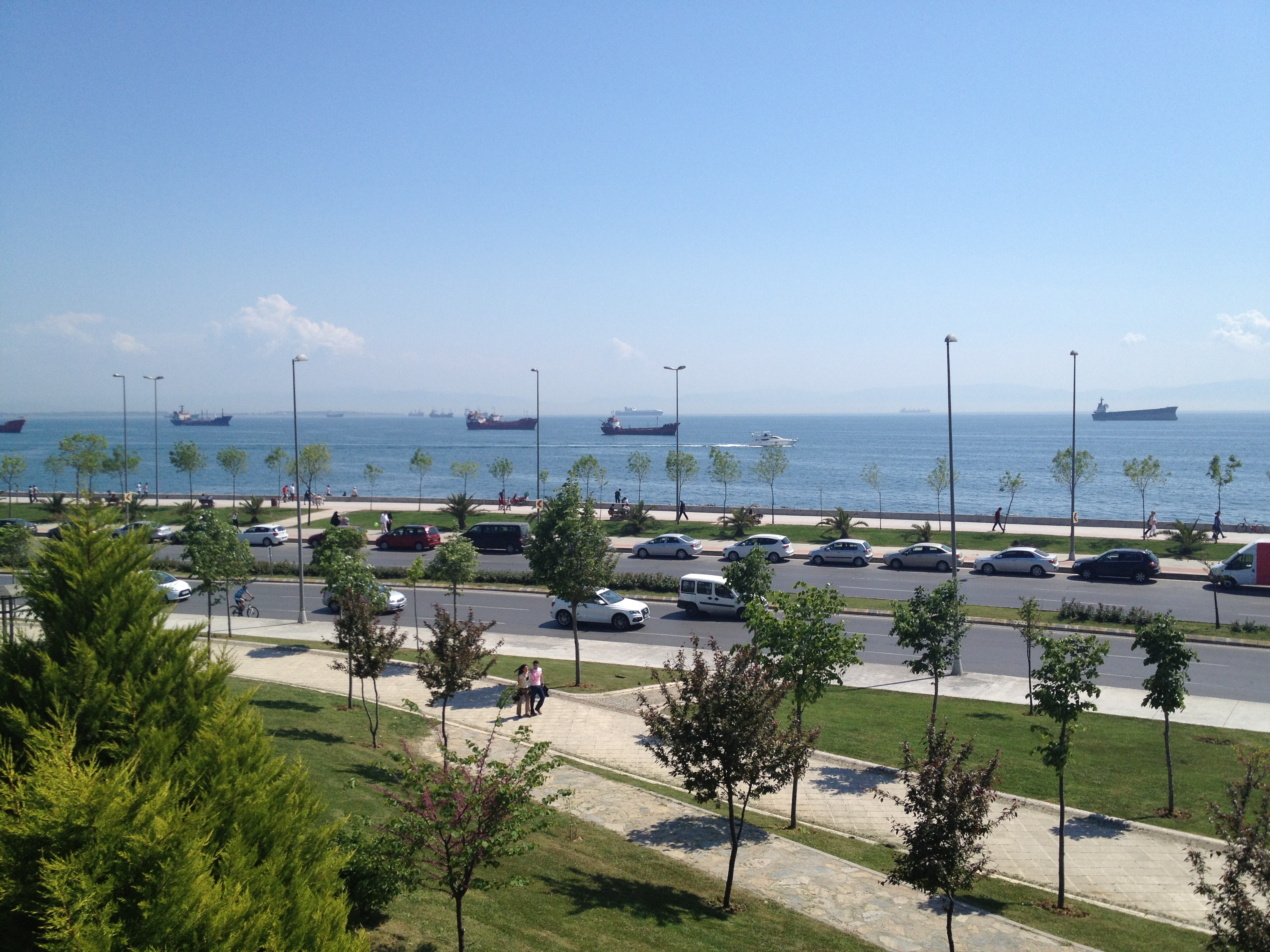
Küstenstraße

Pendik ist unter anderem für seine Marinas und Küstenstraßen (türk. Sahilyolu) bekannt, die breit ausgebaut sind und über zahlreiche Mehrgenerationen- und Kinderspielplätze auf durchgehenden Grünflächen verfügen. Entlang der Küstenstraße finden sich bis in andere Landkreise hin eingezäunte Basketball- und Fußballplätze, in deren Nähe sich meist Teegärten befinden. Der Wochenmarkt findet seit 2010 an Wochenenden an der Küstenstraße auf einem durch große Zelte an vielen Stellen vor Regen und vor allem vor Sonne geschützten Platz statt.
Im Stadtzentrum Pendiks gibt es viele Eiscafés und Schnellrestaurants sowie eine Vielzahl von Boutiquen und Ladengeschäften. In der Nähe des alten Marktplatzes befindet sich die 1958 gebaute Moschee „Çarşı-Camii“. Das ursprüngliche Minarett wurde durch das Erdbeben von Gölcük im Jahr 1999 zerstört.
Das zentral gelegene Atatürk-Kulturzentrum (türk. Atatürk Kültür Merkezi) verfügt über einen Theatersaal mit 300 Sitzplätzen, zwei Räumen hinter der Bühne und ein Foyer, das als Ausstellungsfläche dient. Im Dezember 2011 eröffnete das erste zoologische Museum der Türkei und beherbergt 650 präparierte Tiere.

### Byzantinisches Kloster
1974 wurden bei Bauarbeiten in Çınardere verschiedene Überreste gefunden, woraufhin von der Universität Istanbul Ausgrabungen durchgeführt wurden, wobei ein byzantinisches Kloster freigelegt wurde. Eine mittelbyzantinische Kreuzkuppelkirche bildete das Zentrum der Anlage. Diese hatte westlich vorgelagert einen Narthex, nördlich war eine kleine Kapelle mit reichem Opus-sectile-Boden angefügt, daran eine kleine Grabkammer. Südlich der Hauptkirche fanden sich zwei weitere Räume, vor der Kirche erstreckte sich ein Atrium. Die Anlage kann nur allgemein ins 9. bis 11. Jahrhundert datiert werden.

### Temenye
Temenye ist der Name eines Wohngebietes etwa 1 km östlich vom Stadtzentrum, in dem sich der Hügel von Pendik befindet. Es hat als Dorf eine ältere Geschichte als Pendik selbst. Unter byzantinischer Herrschaft nannte sich die Stadt „Kasilaos“. In dem Gebiet befindet sich die Kirche Johannes des Täufers (türk. Hz. Yahya Kilisesi). Hinter der Kirche wurden Gräber gefunden, die der byzantinischen Zeit zugeschrieben wurden. Der Geschichte nach erfuhr der römische Kaiser Valens, dass sich die Arm- und die Schädelknochen von Johannes dem Täufer in Syrien befinden würden und befahl, diese nach Istanbul bringen zu lassen. Als die Maultiere, welche die heiligen Reliquien trugen, Temenye erreichten, wollten diese nicht mehr weiter. Valen war sehr überrascht über diesen Umstand, so dass er in Temenye eine Kirche zu Ehren Johannes des Täufers errichten ließ. Bis 1924 galt der 29. August als Gedenktag.

### Prähistorischer Siedlungshügel von Pendik
Bei dem Hügel von Pendik (türk. Pendik Höyüğü oder Temenye Höyük) handelt es sich um einen prähistorischen Siedlungshügel (türkisch Höyük). Er liegt etwa 1,5 km östlich vom Stadtzentrum entfernt. Im Auftrag der Türkischen historischen Gesellschaft wurden im April 1961 Ausgrabungen unter der Leitung von Şevket Aziz Kansu durchgeführt. Viele historische Kulturgüter wurden durch die Erschütterungen der etwa 500 m entfernten Eisenbahnlinie zerstört. Erst Anfang der 1980er Jahre konnte die Eisenbahnstrecke umgeleitet und weitere Ausgrabungen genehmigt werden. Diese wurden von einem Team der Universität Istanbul und dem Kulturministerium geleitet. Amtlich wurde sie erst am 6. April 1993 als archäologischer Fund angemeldet.
Die Gruben befinden sich zentral um eine kreisrunde Grube herum. Sie haben einen Durchmesser von 3 bis 6 m und sind 50 bis 80 cm tief. Je nach Tiefe wurden für die Basis einiger Gruben größere flache Steine, für andere Kieselsteine benutzt. Es liegt nahe, dass diese Gruben als frühere Wohnräume oder Gräber Verwendung fanden. Das Dach wurde von dicken Baumstämmen getragen, die durch kleinere Äste miteinander verbunden waren und mit Lehm verputzt wurden. Unter der Basis zweier Gruben wurden zwei Skelette bestatteter Erwachsener gefunden.
Im Vergleich zu anderen ausgegrabenen Hügeln in Istanbul wurden auf dem Hügel von Pendik viele Werkzeuge aus Knochen und Geweih gefunden. Viele Steinwerkzeuge bestanden aus Feuerstein und Obsidian. Die Werkzeuge stammen aus der Zeit des Epipaläolithikums.

### Yavuz-Sultan-Selim-Brücke
Über die Entstehung der Yavuz-Sultan-Selim-Brücke gibt es bloß eine Geschichte, die jedoch nicht bewiesen werden konnte. Yavuz Sultan Selim soll sich im Jahr 1516 von Istanbul auf dem Weg nach Bagdad gemacht haben. In Pendik glaubte er immer noch dem Verlauf der Bagdad-Chaussee zu folgen, befand sich tatsächlich jedoch auf der heutigen Ankara-Straße (türk. Ankara Caddesi). Um das kleine Tal passieren zu können, ließ er die Brücke bauen und etwa 300 m von der Brücke entfernt einen Brunnen graben. 1945 wurden ein Teil der Brücke und der Brunnen zerstört. Bisher wurde die Brücke in keiner Aufzeichnung erwähnt, vielmehr gibt es lediglich die Überreste.

## Bildung, Erziehung und Soziales
Im Landkreis Pendik gibt es 63 private und öffentliche Grundschulen, 30 Gymnasien, 19 Kindergärten sowie 3 Berufsschulen und Forschungsinstitute. Das Bildungsangebot wird von etwa 110.000 Schülern wahrgenommen (Stand: 2012).
Im Landkreis gibt es 23 kommunale Kliniken der Sağlık Grup, drei Pflegeheime, eine Tuberkuloseklinik und ein Lehrkrankenhaus. Darüber hinaus finden sich vier private Krankenhäuser, acht Polikliniken, acht medizinische Zentren, fünf Zahnpolikliniken, zwei Dialysezentren, 41 verschiedene Labore, über 100 chirurgische Ambulanzen und etwa 150 Apotheken.
Der 1950 gegründete Drittligist Pendikspor ist im Stadtteil Çınardere im Pendik Stadion beheimatet. National bekannt wurde er dadurch, dass er in der 3. Hauptrunde des Türkischen Fußballpokals der Saison 1999/2000 den Rekordmeister Fenerbahçe Istanbul mit einem 2:1-Sieg aus dem Wettbewerb warf.

## Wirtschaft und Infrastruktur

### Wirtschaft
Seit dem 4. November 1963 gibt es in Pendik eine Firma des Baustoffherstellers Ytong, der für die Produktion von Wandbausteinen zuständig ist. Produktionsbeginn war im Jahr 1965. Im Mai 2004 entstand eine Kooperation zwischen Ytong und der Alsecco GmbH, der seitdem 25 % an Ytong gehören. Darüber hinaus eröffnete im Juli 1982 eine Werft in Pendik, welche ein starkes Bevölkerungswachstum zur Folge hatte. Die Werft wurde zwischen 1986 und 1991 unter der Leitung der türkischen Staatsbehörde für Häfen und Flugplätze (türk. Devlet Limanlar ve Havameydanları) ausgebaut und erhielt unter anderem größere Trockendocks. Von 1995 bis 1999 gab es eine leichte kontinuierliche Abnahme der Anzahl der Arbeiter von 1.320 auf 1.137. Durch das Erdbeben von Gölcük 1999 wurden große Teile der Werft zerstört, wodurch der Betrieb für etwa ein Jahr eingestellt werden musste.
Im Jahr 2000 gab es in Pendik 4532 Gewerbe. 2008 war die Anzahl um 29,26 % auf 5858 gewerbliche Betriebe gestiegen, von denen etwa 2000 zum Industriezweig der Produktion, 1200 zur Bauwirtschaft und 1000 zum Handel zählten. Die Industrie stellt den wirtschaftlichen Kern Pendiks dar. Mit einer Arbeitslosenquote von etwa 4 % liegt Pendik weit unter der Arbeitslosenquote der Türkei (9,2 %). 56.600 Menschen sind in der Industrie beschäftigt (darunter 6000 Frauen), im Verwaltungswesen gibt es etwa 13.500 Beschäftigte sowie 12.000 Kaufleute. Bedingt durch die Industrialisierung im ehemaligen Fischerdorf ist die Anzahl der Fischer auf etwa 500 gesunken.

#### Einkaufszentren

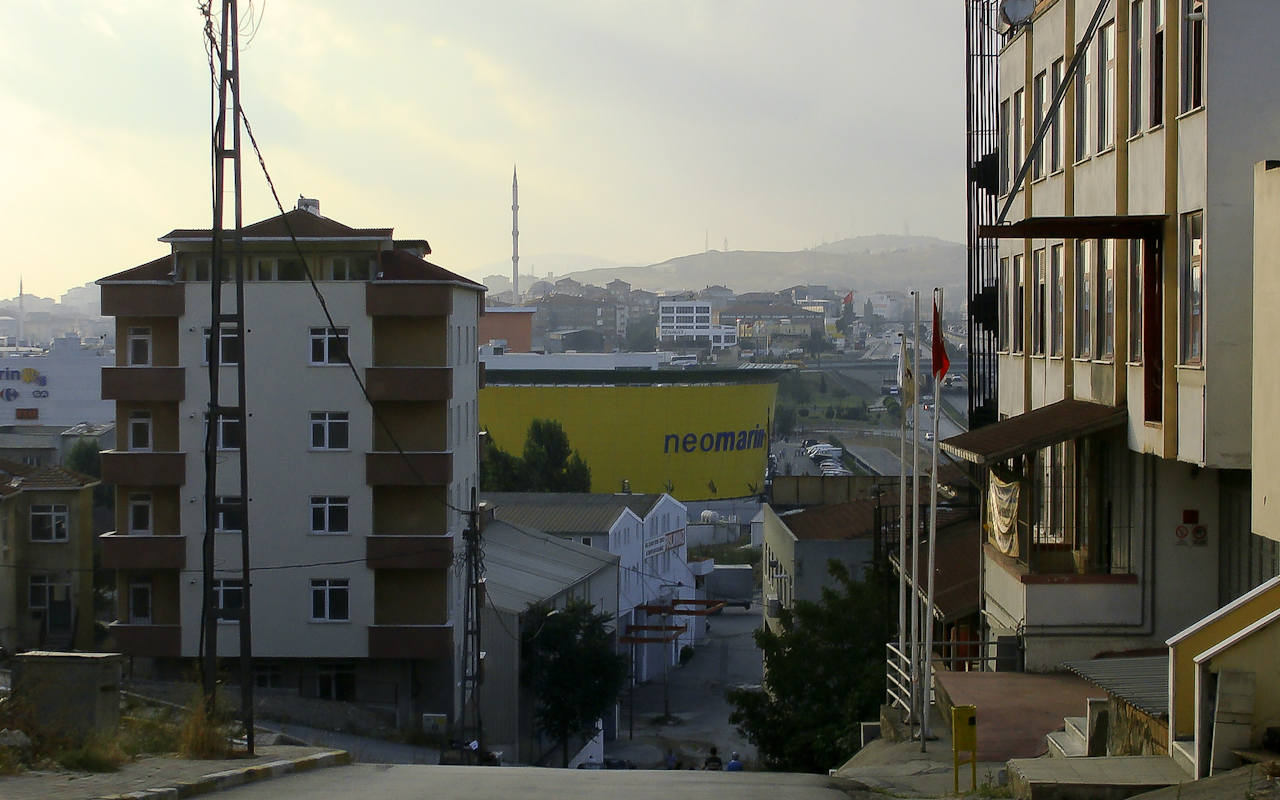
Neomarin

In Pendik gibt es zwei Einkaufszentren, das Neomarin und das Pendorya. Im April 2009 eröffnete das Neomarin in Güzelyalı als erstes Einkaufszentrum Pendiks und zählt jährlich etwa 7 Millionen Besucher. In der Eingangshalle befindet sich eine 17 m hohe Wasserwand und ein beleuchteter Wasserfall gleicher Höhe. Auf einer Fläche von 35.000 m2 befinden sich 140 Geschäfte, darunter Carrefour, Deichmann, Mavi Jeans, LC Waikiki und Teknosa sowie ein ungefähr 3.000 m2 großer „Safari Park“, der als Spielfläche für Kinder genutzt wird.
Mit dem Pendorya eröffnete im Dezember 2009 das zweite Einkaufszentrum in Pendik. Auf einer Gesamtfläche von 80.000 m² sind 105 Geschäfte anzutreffen. Der Supermarkt Tesco Kipa ist mit einer Einkaufsfläche von 8500 m² der größte Einzelhandel der Türkei. Mit einer Fläche von 5500 m² befindet sich in Pendorya eine der fünf größten Media-Markt-Filialen Eurasiens. Darüber hinaus gibt es im Pendorya ein Kino (Cinemaximum) mit acht Kinosälen sowie Geschäfte wie unter anderem Mango, Mavi Jeans und LC Waikiki.

### Verkehr

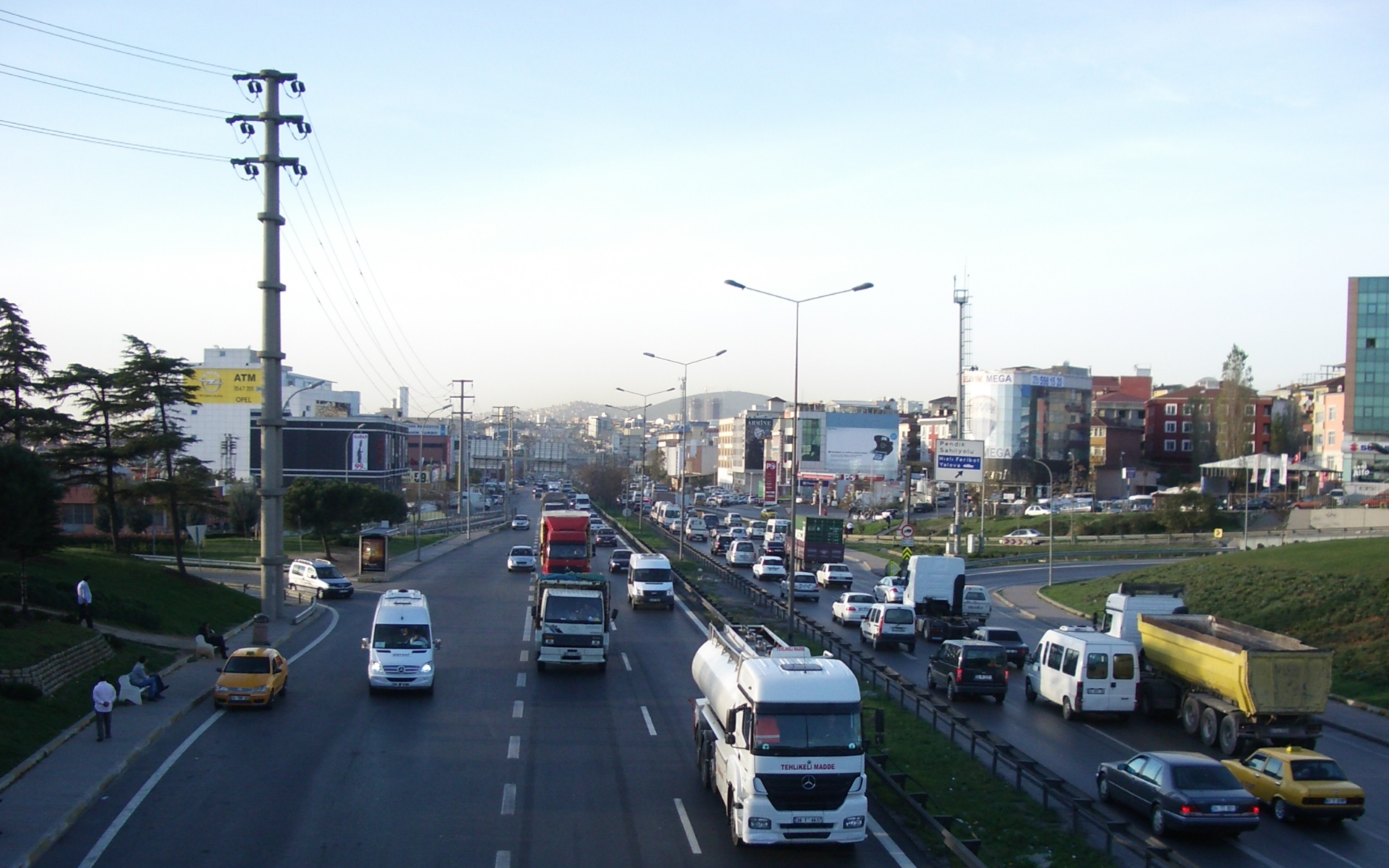
E 5 (D-100)

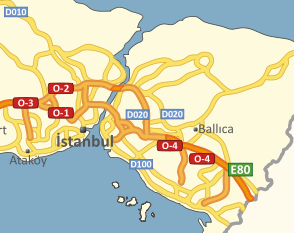
Verlauf der O-4 und D100 (E5) in İstanbul

#### Straßenverkehr und Öffentlicher Nahverkehr
Da nur wenige Schienenstrecken existieren wird der Hauptteil des öffentlichen Nahverkehrs über die Straßen der Region abgewickelt. Busse, Sammeltaxis (Dolmuş) und Taxis spielen dabei eine wichtige Rolle, wobei die gelben Taxis einen großen Anteil am Gesamtverkehr einnehmen und die Stadtbusse die Hauptlast des öffentlichen Nahverkehrs tragen. Pendik liegt in unmittelbarer Nähe zur E 80 bzw. O-4. Die ehemalige E 5 (seither D-100) verläuft durch das Zentrum Pendiks. Darüber hinaus findet sich eine Vielzahl an Haupt- und Nebenstraßen, die den Landkreis vernetzen. 2006 entstand der „Kartal-Pendik-Masterplan“ von Zaha Hadid. Dieser soll unter anderem die stark befahrene Ost-West-Linie durch parallel verlaufende Nebenstrecken in beiden Landkreisen entlasten und durch minimierte Umwege sowie einer koordinierten Landschaftsplanung den Städtebau an den starken Bevölkerungszuwachs anpassen.
In Pendik gibt es etwa 25 Buslinien, welche die Gemeinden im Landkreis selbst, aber auch benachbarte Landkreise miteinander verbinden. So etwa Tuzla, Kartal, Kadıköy und Sultanbeyli.

#### Schienenverkehr
Der asiatische Teil von Istanbul wird durch eine 44,2 km lange Eisenbahnstrecke erschlossen, die zwischen 1871 und 1908 etappenweise entstand. Die Strecke beginnt im Bahnhof Haydarpaşa und verläuft über Kadıköy, Maltepe, Kartal, Pendik und Tuzla nach Gebze.
Von und über Pendik verkehren die Hochgeschwindigkeitszüge (Yüksek Hızlı Tren) zwischen Ankara und Istanbul. Außerdem wird der Bahnhof vom täglich verkehrenden Nachtzug nach Ankara angefahren und ist über den Marmaray-Zug an Istanbul angebunden.

#### Luft- und Seeverkehr

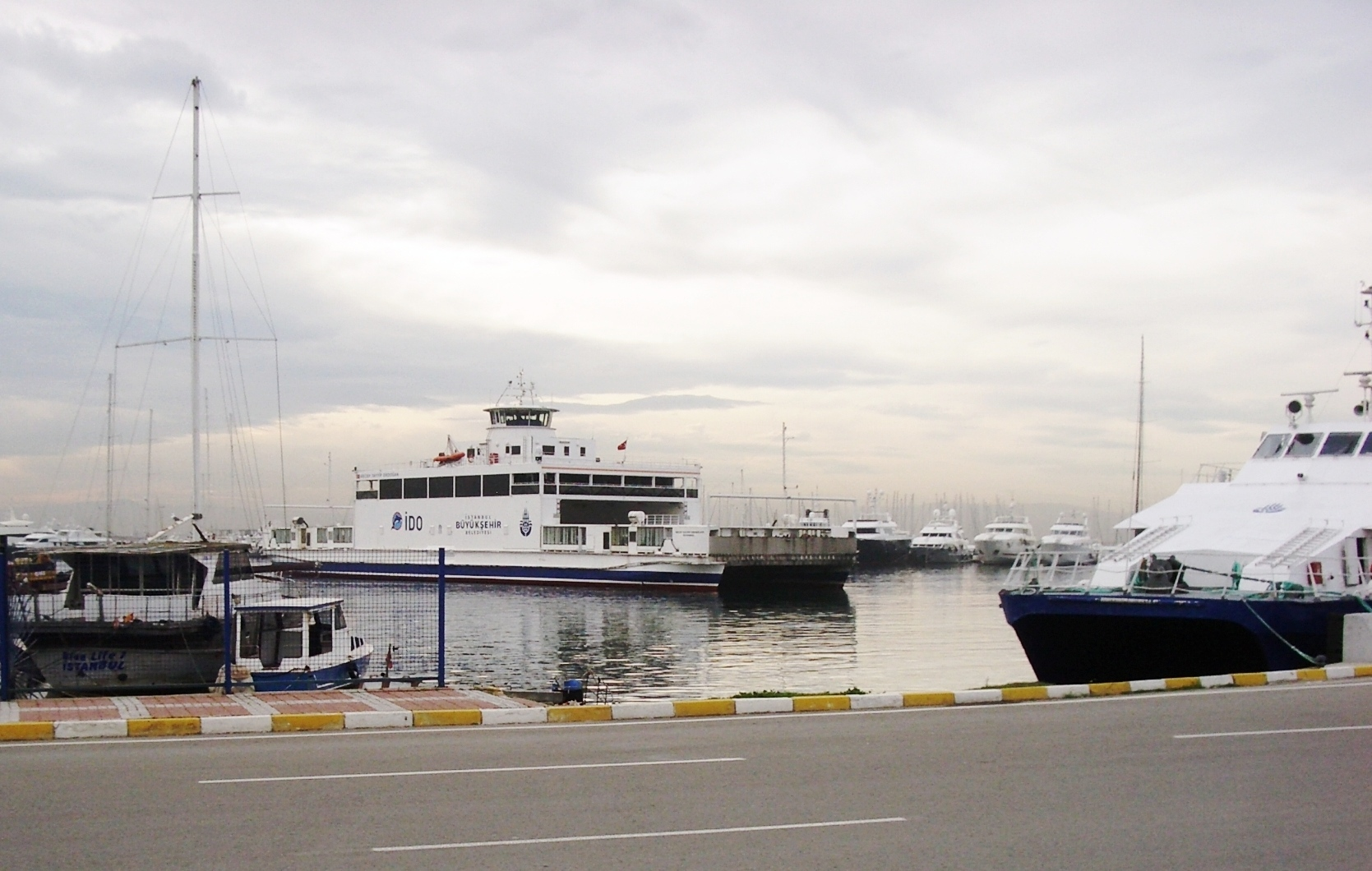
Fähre

Im Landkreis Pendik befindet sich der internationale Sabiha-Gökçen-Flughafen. Er wurde 2001 eröffnet und war der erste Schritt des Projektes „Industriepark der fortgeschrittenen Technologie“, das neben Transport, Außenhandel, Luftfahrt und Technologie zahlreiche weitere Dienstleistungen plant. Der Flughafen ist dabei zentraler Pfeiler bei der Entwicklung des Gebietes zu einer Technologiebasis und soll Vorbildfunktion haben, wie seinerzeit ihre Namensgeberin Sabiha Gökçen für die Emanzipation der türkischen Frauen im Arbeitsleben.
1870 wurde der Hafenbahnhof in Pendik gegründet. Täglich gibt es seit 1998 die Fähre von Pendik nach Eminönü. Seit 2004 gibt es die Fähre von Pendik nach Yalova sowie eine Fähre an der Küste entlang über Kartal und Maltepe nach Beyoğlu. Die Fähren werden von der Gesellschaft İstanbul Deniz Otobüsleri A.Ş. betrieben.